# Otophryninae
Az Otophryninae a kétéltűek (Amphibia) osztályába, a békák (Anura) rendjébe és a szűkszájúbéka-félék (Microhylidae) családjába tartozó alcsalád.

## Elterjedése
Az alcsaládba tartozó fajok Dél-Amerikában honosak.

## Rendszerezésük
Az alcsaládba tartozó nemek:
- Otophryne Boulenger, 1900
- Synapturanus Carvalho, 1954